# Anastassia Iakovenko
Anastassia Iakovenko (en rus: Анастасия Яковенко) (7 d'abril de 1995) és una ciclista russa.

## Palmarès
- 2015
  - 1a al Gran Premi de Maikop
  - Vencedora d'una etapa a la Volta a Adiguèsia
- 2016
  -  Campiona d'Europa sub-23 en Ruta
- 2017
  -  Campiona de Rússia en ruta